# Athlītikī Enōsis Kōnstantinoupoleōs 2019-2020
Questa voce raccoglie le informazioni riguardanti l'AEK Atene nelle competizioni ufficiali della stagione 2019-2020.

## Maglie e sponsor
Il fornitore tecnico per la stagione 2019-2020 è Capelli, mentre lo sponsor ufficiale è Pame Stoixima.
| 1ª divisa | 2ª divisa | 3ª divisa |

## Rosa
| N. |                       | Ruolo | Calciatore           |
| -- | --------------------- | ----- | -------------------- |
| 1  | Grecia (bandiera)     | P     | Vassilis Barkas      |
| 2  | Grecia (bandiera)     | D     | Michalīs Mpakakīs    |
| 3  | Portogallo (bandiera) | D     | Hélder Lopes         |
| 4  | Grecia (bandiera)     | D     | Marios Oikonomou     |
| 5  | Polonia (bandiera)    | C     | Damian Szymański     |
| 6  | Serbia (bandiera)     | C     | Nenad Krstičić       |
| 7  | Italia (bandiera)     | A     | Daniele Verde        |
| 8  | Portogallo (bandiera) | C     | André Simões         |
| 9  | Grecia (bandiera)     | A     | Giōrgos Giakoumakīs  |
| 10 | Croazia (bandiera)    | A     | Marko Livaja         |
| 11 | Argentina (bandiera)  | A     | Sergio Araujo        |
| 14 | Grecia (bandiera)     | A     | Chrīstos Almpanīs    |
| 15 | Slovenia (bandiera)   | D     | Žiga Laci            |
| 16 | Grecia (bandiera)     | P     | Panagiotis Tsintotas |
| 17 | Belgio (bandiera)     | A     | Viktōr Klōnaridīs    |
| 18 | Portogallo (bandiera) | A     | Nélson Oliveira      |
| 19 | Ucraina (bandiera)    | D     | Dmytro Čyhryns'kyj   |
| 20 | Grecia (bandiera)     | C     | Petros Mantalos      |

| N. |                       | Ruolo | Calciatore                |
| -- | --------------------- | ----- | ------------------------- |
| 21 | Croazia (bandiera)    | D     | Ognjen Vranješ            |
| 24 | Grecia (bandiera)     | D     | Stratos Svarnas           |
| 25 | Grecia (bandiera)     | C     | Kōstas Galanopoulos       |
| 27 | Portogallo (bandiera) | D     | Paulinho                  |
| 28 | Grecia (bandiera)     | D     | Stauros Vasilantōnopoulos |
| 30 | Grecia (bandiera)     | P     | Geōrgios Athanasiadīs     |
| 31 | Grecia (bandiera)     | D     | Konstantinos Stamoulis    |
| 44 | Croazia (bandiera)    | C     | Anel Šabanadžović         |
| 51 | Grecia (bandiera)     | C     | Giannis Sardelis          |
| 52 | Grecia (bandiera)     | A     | Efthymis Christopoulos    |
| 53 | Grecia (bandiera)     | A     | Theodosis Macheras        |
| 70 | Grecia (bandiera)     | C     | Giannis-Fivos Botos       |
| -- | Serbia (bandiera)     | A     | Miloš Deletić             |
| -- | Portogallo (bandiera) | C     | Francisco Geraldes        |
| -- | Portogallo (bandiera) | C     | David Simão               |
| -- | Spagna (bandiera)     | C     | Erik Morán                |
| -- | Grecia (bandiera)     | C     | Christos Giousis          |

## Calciomercato

### Sessione estiva
| Acquisti | Acquisti                  | Acquisti         | Acquisti                          |
| R.       | Nome                      | da               | Modalità                          |
| -------- | ------------------------- | ---------------- | --------------------------------- |
| D        | Ognjen Vranješ            | Anderlecht       | inizio prestito (30.6.202)        |
| C        | Francisco Geraldes        | Sporting Lisbona | inizio prestito (30.6.2020)       |
| A        | Daniele Verde             | Roma             | acquisto definitivo (1 milione €) |
| C        | Miloš Deletić             | -                | acquisto definitivo (svincolato)  |
| A        | Nélson Oliveira           | Norwich City     | acquisto definitivo (1 milione €) |
| C        | David Simão               | Anversa          | acquisto definitivo (400.000 €)   |
| D        | Paulinho                  | -                | acquisto definitivo (svincolato)  |
| P        | Geōrgios Athanasiadīs     | -                | acquisto definitivo (svincolato)  |
| C        | Erik Morán                | Malaga           | fine prestito                     |
| C        | Anel Šabanadžović         | Željezničar      | acquisto definitivo (450.000 €)   |
| D        | Stauros Vasilantōnopoulos | Lamia            | fine prestito                     |
| A        | Giōrgos Giakoumakīs       | OFI Creta        | fine prestito                     |

| Cessioni | Cessioni             | Cessioni   | Cessioni                        |
| R.       | Nome                 | a          | Modalità                        |
| -------- | -------------------- | ---------- | ------------------------------- |
| D        | Rodrigo Galo         | -          | fine contratto                  |
| D        | Vasilīs Lampropoulos | -          | fine contratto                  |
| P        | Makis Giannikoglou   | -          | rescissione consensuale         |
| A        | Ezequiel Ponce       | Roma       | fine prestito                   |
| A        | Anastasios Bakasetas | Alanyaspor | cessione definitiva (600.000 €) |
| A        | Lucas Boyé           | Torino     | fine prestito                   |
| D        | Alef                 | Braga      | fine prestito                   |
| D        | Uroš Ćosić           | Craiova    | cessione definitiva (?)         |

### Sessione invernale
| Acquisti | Acquisti         | Acquisti       | Acquisti                        |
| R.       | Nome             | da             | Modalità                        |
| -------- | ---------------- | -------------- | ------------------------------- |
| D        | Žiga Laci        | NŠ Mura        | acquisto definitivo (400.000 €) |
| C        | Damian Szymański | Achmat Groznyj | acquisto definitivo (?)         |
| A        | Sergio Araujo    | Las Palmas     | acquisto definitivo (300.000 €) |

| Cessioni | Cessioni           | Cessioni         | Cessioni      |
| R.       | Nome               | a                | Modalità      |
| -------- | ------------------ | ---------------- | ------------- |
| C        | Francisco Geraldes | Sporting Lisbona | fine prestito |
| C        | Erik Morán         | -                | svincolato    |

## Campionato
Il massimo campionato greco, a cui partecipa l'AEK Atene, si è svolto in due fasi. Nella prima le quattordici squadre si sono affrontate in un girone all'italiana con partite di andata e ritorno. Dopo le 26 partite previste dal calendario, le prime sei squadre classificate vengono a formare una "pool" finale conservando il proprio punteggio ottenuto nella prima fase. Anche in questo caso si è svolto un girone all'italiana con partite di andata e ritorno. Al termine delle 10 partite previste, la squadra campione è stata quella che ha ottenuto più punti in classifica.

### Classifica
| Pos. | Squadra       | Pt | G  | V  | N | P  | GF | GS | DR  |
| ---- | ------------- | -- | -- | -- | - | -- | -- | -- | --- |
| 1.   | Olympiacos    | 66 | 26 | 20 | 6 | 0  | 53 | 9  | +44 |
| 2.   | PAOK          | 59 | 26 | 18 | 5 | 3  | 50 | 23 | +27 |
| 3.   | AEK Atene     | 51 | 26 | 15 | 6 | 5  | 42 | 22 | +20 |
| 4.   | Panathīnaïkos | 44 | 26 | 12 | 8 | 6  | 35 | 23 | +12 |
| 5.   | OFI Creta     | 34 | 26 | 10 | 4 | 12 | 35 | 35 | 0   |

### Fase regolare - Andata
| Arbitro: | Ioannis Papadopoulos |

|                            |           |                     |
| 67’ William 78’ Barrientos | Marcatori | Nélson Oliveira 90’ |

| Arbitro: | Anastasios Sidiropoulos |

|                                  |           |                                                   |
| 3’ Fernández 73’ (rig.) Barrales | Marcatori | Nélson Oliveira 15’ Livaja 68’ André Simões 90+2’ |

| Arbitro: | Vangelis Manouchos |

|                                     |           |  |
| 37’ (aut.) Pliatsikas 45+2’ Vranješ | Marcatori |  |

| Arbitro: | Anastasios Papapetrou |

|  |           |            |
|  | Marcatori | Livaja 69’ |

| Arbitro: | Stephan Klossner |

|                             |           |                             |
| 16’ Świderski 58’ Świderski | Marcatori | Čyhryns'kyj 54’ Deletić 78’ |

| Larissa 5 ottobre 2019, ore 19:30 GMT+2 6ª giornata | Larissa              | 0 – 0 referto | AEK Atene | AEL FC Arena (4.404 spett.)\| Arbitro: \| Stefanos Koumparakis \| |
| Arbitro:                                            | Stefanos Koumparakis |               |           |                                                                   |

| Arbitro: | Praxitelis Zachariadis |

|                                             |           |                           |
| 31’ Livaja 75’ (rig.) Mantalos 78’ Mantalos | Marcatori | Torres 24’ Dimopoulos 83’ |

| Arbitro: | Jorge Sousa |

|                      |           |  |
| 9’ Semedo 77’ Camara | Marcatori |  |

| Arbitro: | Vasilios Fotias |

|                                                    |           |                               |
| 62’ (aut.) Mandas 71’ Nélson Oliveira 78’ Mantalos | Marcatori | Manousos 20’ Androutsos 90+3’ |

| Arbitro: | Mattias Gestranius |

|                                       |           |                                  |
| 67’ Macheda 70’ Perea 88’ Kolovetsios | Marcatori | Mpakakīs 18’ Nélson Oliveira 36’ |

| Arbitro: | Angelos Evangelou |

|              |           |             |
| 81’ Mantalos | Marcatori | Larsson 64’ |

| Arbitro: | Anastasios Papapetrou |

|            |           |  |
| 52’ Semedo | Marcatori |  |

| Arbitro: | Angelos Evangelou |

|                                                                                           |           |  |
| 17’ Nélson Oliveira 27’ Nélson Oliveira 64’ (rig.) Nélson Oliveira 77’ Verde 89’ Mantalos | Marcatori |  |

### Fase regolare - Ritorno
| Arbitro: | Praxitelis Zachariadis |

|  |           |                  |
|  | Marcatori | Galanopoulos 84’ |

| Arbitro: | Fotis Fotiadis |

|                               |           |               |
| 7’ (rig.) Mantalos 46’ Livaja | Marcatori | Fernández 78’ |

| Lamia (Grecia Centrale) 21 dicembre 2019, ore 19:30 GMT+2 16ª giornata | Lamia           | 0 – 0 referto | AEK Atene | Lamia Municipal Stadium (3.061 spett.)\| Arbitro: \| Manolis Skoulas \| |
| Arbitro:                                                               | Manolis Skoulas |               |           |                                                                         |

| Arbitro: | Georgios Tasis |

|                                               |           |          |
| 29’ (rig.) Livaja 56’ Livaja 83’ (rig.) Verde | Marcatori | Díaz 42’ |

| Arbitro: | Orel Grinfeld |

|                      |           |  |
| 57’ (rig.) Vieirinha | Marcatori |  |

| Arbitro: | Aristotelis Diamantopoulos |

|                                                         |           |  |
| 45+2’ André Simões 50’ Nélson Oliveira 62’ Hélder Lopes | Marcatori |  |

| Arbitro: | Petros Tsagarakis |

|                 |           |                                          |
| 89’ Guarrotxena | Marcatori | Oikonomou 9’ Almpanīs 25’ Klōnaridīs 52’ |

| Atene 26 gennaio 2020, ore 19:30 GMT+2 21ª giornata | AEK Atene | 0 – 0 referto | Olympiacos | Olympiakó Stádio Spyros Louis (23.741 spett.)\| Arbitro: \| Matej Jug \| |
| Arbitro:                                            | Matej Jug |               |            |                                                                          |

| Arbitro: | Anastasios Sidiropoulos |

|              |           |  |
| 65’ Krstičić | Marcatori |  |

| Arbitro: | Fran Jovic |

|           |           |  |
| 8’ Araujo | Marcatori |  |

| Arbitro: | Dimitrios Karantonis |

|  |           |             |
|  | Marcatori | Almpanīs 5’ |

| Arbitro: | Georgios Tasis |

|                                |           |  |
| 5’ Mantalos 8’ Verde 31’ Verde | Marcatori |  |

| Arbitro: | Angelos Evangelou |

|                     |           |                  |
| 45+1’ Emmanouīlidīs | Marcatori | Klōnaridīs 90+2’ |

Essendosi classificato 3º in classifica, l'AEK si è qualificato per la fase finale.

### Classifica - Fase finale
| Pos. | Squadra        | Pt | G  | V  | N  | P  | GF | GS | DR  |
| ---- | -------------- | -- | -- | -- | -- | -- | -- | -- | --- |
| 1.   | Olympiacos     | 91 | 36 | 28 | 7  | 1  | 74 | 16 | +58 |
| 2.   | PAOK           | 73 | 36 | 21 | 10 | 5  | 58 | 29 | +29 |
| 3.   | AEK Atene      | 69 | 36 | 20 | 9  | 7  | 59 | 32 | +27 |
| 4.   | Panathīnaïkos  | 58 | 36 | 15 | 13 | 8  | 43 | 32 | +11 |
| 5.   | Arīs Salonicco | 42 | 36 | 10 | 12 | 14 | 48 | 51 | -3  |
| 6.   | OFI Creta      | 36 | 36 | 10 | 6  | 20 | 41 | 54 | -13 |

### Risultati - Fase finale
| Arbitro: | Athanasios Tzilos |

|            |           |             |
| 75’ Livaja | Marcatori | Macheda 65’ |

| Arbitro: | Georgios Tzovaras |

|  |           |                      |
|  | Marcatori | Livaja 42’ Verde 65’ |

| Arbitro: | Anastasios Papapetrou |

|                                |           |                             |
| 62’ Araujo 86’ Nélson Oliveira | Marcatori | Bruno Gama 55’ Martínez 75’ |

| Arbitro: | Clément Turpin |

|            |           |                         |
| 66’ Araujo | Marcatori | El Arabi 38’ Camara 45’ |

| Arbitro: | Marco Di Bello |

|  |           |                            |
|  | Marcatori | Čyhryns'kyj 42’ Livaja 81’ |

| Arbitro: | Aleksey Kulbakov |

|                |           |                                                                        |
| 29’ Bruno Gama | Marcatori | Nélson Oliveira 24’ Nélson Oliveira 52’ André Simões 62’ Szymański 84’ |

| Arbitro: | Anastasios Sidiropoulos |

|                                 |           |  |
| 19’ Nélson Oliveira 45’ Svarnas | Marcatori |  |

| Arbitro: | Aristotelis Diamantopoulos |

|                |           |                                                       |
| 16’ Kourmpelīs | Marcatori | Čyhryns'kyj 8’ Nélson Oliveira 43’ (rig.) Verdi 90+4’ |

| Atene 15 luglio 2020, ore 21:30 GMT+2 9ª giornata | AEK Atene      | 0 – 0 referto | PAOK | Olympiakó Stádio Spyros Louis (- spett.)\| Arbitro: \| Danny Makkelie \| |
| Arbitro:                                          | Danny Makkelie |               |      |                                                                          |

| Arbitro: | Anastasios Papapetrou |

|                                        |           |  |
| 10’ Valbuena 21’ Ranđelović 73’ Camara | Marcatori |  |

## Coppa di Grecia

### Ottavi di finale
| Arbitro: | Efstathios Gortsilas |

|            |           |                            |
| 20’ Crespi | Marcatori | Nélson Oliveira 33’ (rig.) |

| Arbitro: | Dimitrios Maloutas |

|                           |           |  |
| 14’ Mantalos 17’ Almpanīs | Marcatori |  |

### Quarti di finale
| Arbitro: | Vangelis Manouchos |

|           |           |             |
| 61’ Dauda | Marcatori | Svarnas 32’ |

| Arbitro: | Petros Tsagarakis |

|                                                                |           |  |
| 7’ Nélson Oliveira 36’ Krstičić 78’ Almpanīs 88’ (rig.) Livaja | Marcatori |  |

### Semifinale
| Arbitro: | Artur Soares Dias |

|                         |           |                       |
| 8’ Mantalos 57’ Vranješ | Marcatori | Bruno Gama 11’ (rig.) |

| Arbitro: | Danny Makkelie |

|                           |           |                          |
| 57’ Mancini 90+3’ Diguiny | Marcatori | Livaja 90+6’ Livaja 102’ |

### Finale
A causa della pandemia di Covid-19, la finale della Coppa di Grecia è stata rinviata all'inizio della stagione successiva.

## UEFA Europa League

### Terzo turno
| Arbitro: | Dennis Higler |

|  |           |                         |
|  | Marcatori | Mantalos 60’ Livaja 85’ |

| Arbitro: | Jérôme Brisard |

|              |           |            |
| 26’ Mantalos | Marcatori | Ivanov 63’ |

### Preliminari
| Arbitro: | Daniel Siebert |

|           |           |                                  |
| 4’ Livaja | Marcatori | Ekuban 28’ Ekuban 44’ Ekuban 70’ |

| Arbitro: | Michael Oliver |

|  |           |                         |
|  | Marcatori | Livaja 24’ Mantalos 29’ |

## Statistiche

### Statistiche di squadra
| Competizione    | In casa | In casa | In casa | In casa | In casa | In casa | In trasferta | In trasferta | In trasferta | In trasferta | In trasferta | In trasferta | Totale | Totale | Totale | Totale | Totale | Totale | DR  |
| Competizione    | G       | V       | N       | P       | Gf      | Gs      | G            | V            | N            | P            | Gf           | Gs           | G      | V      | N      | P      | Gf     | Gs     | DR  |
| --------------- | ------- | ------- | ------- | ------- | ------- | ------- | ------------ | ------------ | ------------ | ------------ | ------------ | ------------ | ------ | ------ | ------ | ------ | ------ | ------ | --- |
| Campionato      | 18      | 10      | 6       | 2       | 35      | 16      | 18           | 10           | 3            | 5            | 24           | 16           | 34     | 20     | 9      | 7      | 59     | 32     | +27 |
| Coppa di Grecia | 3       | 3       | 0       | 0       | 8       | 1       | 3            | 0            | 3            | 0            | 4            | 4            | 6      | 3      | 3      | 0      | 12     | 5      | +7  |
| Europa League   | 2       | 0       | 1       | 1       | 2       | 4       | 2            | 2            | 0            | 0            | 4            | 0            | 4      | 2      | 1      | 1      | 6      | 4      | +2  |
| Totale          | 23      | 13      | 7       | 3       | 45      | 21      | 23           | 12           | 6            | 5            | 32           | 20           | 44     | 25     | 13     | 8      | 77     | 41     | +36 |

### Statistiche individuali
| Giocatore            | Campionato | Campionato | Campionato  | Campionato | Coppa di Grecia | Coppa di Grecia | Coppa di Grecia | Coppa di Grecia | UEFA Europa League | UEFA Europa League | UEFA Europa League | UEFA Europa League | Totale   | Totale | Totale      | Totale     |
| Giocatore            | Presenze   | Reti       | Ammonizioni | Espulsioni | Presenze        | Reti            | Ammonizioni     | Espulsioni      | Presenze           | Reti               | Ammonizioni        | Espulsioni         | Presenze | Reti   | Ammonizioni | Espulsioni |
| -------------------- | ---------- | ---------- | ----------- | ---------- | --------------- | --------------- | --------------- | --------------- | ------------------ | ------------------ | ------------------ | ------------------ | -------- | ------ | ----------- | ---------- |
| André Simões         | 28         | 3          | 10          | 1          | 4               | 0               | 3               | 1               | 4                  | 0                  | 0                  | 0                  | 36       | 3      | 13          | 2          |
| C. Almpanīs          | 26         | 2          | 0           | 0          | 5               | 2               | 1               | 0               | 0                  | 0                  | 0                  | 0                  | 31       | 4      | 1           | 0          |
| S. Araujo            | 15         | 3          | 3           | 0          | 4               | 0               | 2               | 0               | 0                  | 0                  | 0                  | 0                  | 19       | 3      | 5           | 0          |
| V. Barkas            | 28         | -20        | 1           | 0          | 1               | -2              | 0               | 0               | 4                  | -4                 | 1                  | 0                  | 33       | -26    | 2           | 0          |
| G.-F. Botos          | 2          | 0          | 0           | 0          | 0               | 0               | 0               | 0               | 0                  | 0                  | 0                  | 0                  | 2        | 0      | 0           | 0          |
| E. Christopoulos     | 1          | 0          | 0           | 0          | 2               | 0               | 0               | 0               | 0                  | 0                  | 0                  | 0                  | 3        | 0      | 0           | 0          |
| D. Čyhryns'kyj       | 21         | 3          | 2           | 0          | 3               | 0               | 2               | 0               | 1                  | 0                  | 1                  | 0                  | 25       | 3      | 5           | 0          |
| David Simão          | 4          | 0          | 0           | 0          | 0               | 0               | 0               | 0               | 3                  | 0                  | 0                  | 0                  | 7        | 0      | 0           | 0          |
| M. Deletić           | 9          | 1          | 1           | 0          | 0               | 0               | 0               | 0               | 0                  | 0                  | 0                  | 0                  | 9        | 1      | 1           | 0          |
| K. Galanopoulos      | 13         | 1          | 2           | 0          | 0               | 0               | 0               | 0               | 2                  | 0                  | 0                  | 0                  | 15       | 1      | 2           | 0          |
| F. Geraldes          | 3          | 0          | 3           | 1          | 0               | 0               | 0               | 0               | 3                  | 0                  | 0                  | 0                  | 6        | 0      | 3           | 1          |
| C. Giousis           | 1          | 0          | 0           | 0          | 0               | 0               | 0               | 0               | 0                  | 0                  | 0                  | 0                  | 1        | 0      | 0           | 0          |
| G. Giakoumakīs       | 13         | 0          | 1           | 0          | 1               | 0               | 0               | 0               | 2                  | 0                  | 0                  | 0                  | 16       | 0      | 1           | 0          |
| Hélder Lopes         | 23         | 1          | 7           | 0          | 4               | 0               | 0               | 0               | 3                  | 0                  | 0                  | 1                  | 30       | 1      | 7           | 1          |
| V. Klōnaridīs        | 7          | 2          | 0           | 0          | 2               | 0               | 0               | 0               | 2                  | 0                  | 0                  | 0                  | 11       | 2      | 0           | 0          |
| N. Krstičić          | 30         | 1          | 9           | 1          | 5               | 1               | 1               | 0               | 4                  | 0                  | 2                  | 0                  | 39       | 2      | 12          | 1          |
| Ž. Laci              | 1          | 0          | 0           | 0          | 0               | 0               | 0               | 0               | 0                  | 0                  | 0                  | 0                  | 1        | 0      | 0           | 0          |
| M. Livaja            | 32         | 9          | 15          | 2          | 5               | 3               | 2               | 0               | 4                  | 3                  | 1                  | 0                  | 41       | 15     | 18          | 2          |
| T. Macheras          | 2          | 0          | 0           | 0          | 0               | 0               | 0               | 0               | 0                  | 0                  | 0                  | 0                  | 2        | 0      | 0           | 0          |
| P. Mantalos          | 30         | 6          | 6           | 0          | 6               | 2               | 4               | 1               | 4                  | 3                  | 1                  | 0                  | 40       | 11     | 11          | 1          |
| M. Mpakakīs          | 27         | 1          | 1           | 0          | 5               | 0               | 0               | 0               | 1                  | 0                  | 1                  | 0                  | 33       | 1      | 2           | 0          |
| Nélson Oliveira      | 26         | 14         | 3           | 0          | 3               | 2               | 2               | 1               | 4                  | 0                  | 0                  | 0                  | 33       | 16     | 5           | 1          |
| M. Oikonomou         | 25         | 1          | 5           | 0          | 2               | 0               | 0               | 0               | 1                  | 0                  | 0                  | 0                  | 28       | 1      | 5           | 0          |
| Paulinho             | 21         | 0          | 7           | 0          | 3               | 0               | 0               | 0               | 3                  | 0                  | 1                  | 0                  | 27       | 0      | 8           | 0          |
| A. Šabanadžović      | 11         | 0          | 3           | 0          | 2               | 0               | 1               | 0               | 0                  | 0                  | 0                  | 0                  | 13       | 0      | 4           | 0          |
| S. Svarnas           | 21         | 1          | 5           | 0          | 6               | 1               | 2               | 0               | 3                  | 0                  | 1                  | 0                  | 30       | 2      | 8           | 0          |
| D. Szymańsk          | 16         | 1          | 5           | 0          | 5               | 0               | 0               | 0               | 0                  | 0                  | 0                  | 0                  | 21       | 1      | 5           | 0          |
| P. Tsintotas         | 9          | -12        | 0           | 0          | 5               | -3              | 0               | 0               | 0                  | 0                  | 0                  | 0                  | 14       | -15    | 0           | 0          |
| S. Vasilantōnopoulos | 2          | 0          | 0           | 0          | 1               | 0               | 0               | 0               | 0                  | 0                  | 0                  | 0                  | 3        | 0      | 0           | 0          |
| D. Verde             | 30         | 6          | 0           | 0          | 4               | 0               | 0               | 0               | 3                  | 0                  | 1                  | 0                  | 37       | 6      | 1           | 0          |
| O. Vranješ           | 18         | 1          | 7           | 1          | 4               | 1               | 1               | 0               | 4                  | 0                  | 2                  | 0                  | 26       | 2      | 10          | 1          |